# خسرو دهقان
خسرو دهقان (زاده ۱۳۲۶ - شیراز) ناقدِ فیلم و مدرّسِ سینمای اهل ایران است و مقالاتِ فراوانی در مجلّهٔ فیلم منتشر کرده است. مرجان گلستانی و پیام مستوفی فیلمِ مستندی به نامِ نسیه و نقد دربارهٔ دهقان ساخته‌اند.

## داوری در جشنواره‌ها
- جشنواره فیلم فجر - دوره سی و ششم (۱۳۹۶)
- جشنواره جشن خانه سینما ـ دوره پانزدهم (۱۳۹۰)
- جشنواره جشن خانه سینما ـ دوره هفتم (۱۳۸۲)
- جشنواره جشن خانه سینما ـ دوره ششم (۱۳۸۱)
- جشنواره جشن خانه سینما ـ دوره پنجم (۱۳۸۰)
- جشنواره دفاع مقدس ـ دوره هشتم (۱۳۷۹)
- جشنواره جشن خانه سینما ـ دوره سوم (۱۳۷۸)
- جشنواره جشن خانه سینما ـ دوره دوم (۱۳۷۷)
- دبیری هفتمین جشن کتاب سال سینمای ایران را بر عهده داشته‌است
- در سال ۱۳۹۸رییس انجمن صنفی منتقدان و نویسندگان آثار سینمایی شد[۴]